# Ürmös Néptáncegyüttes

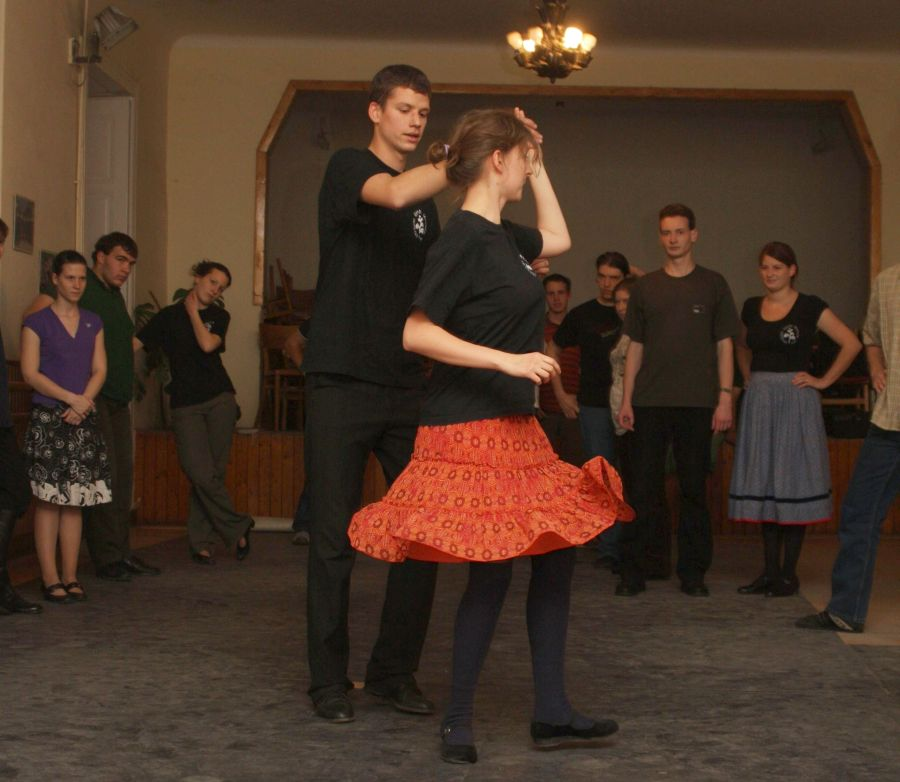
Táncpróba

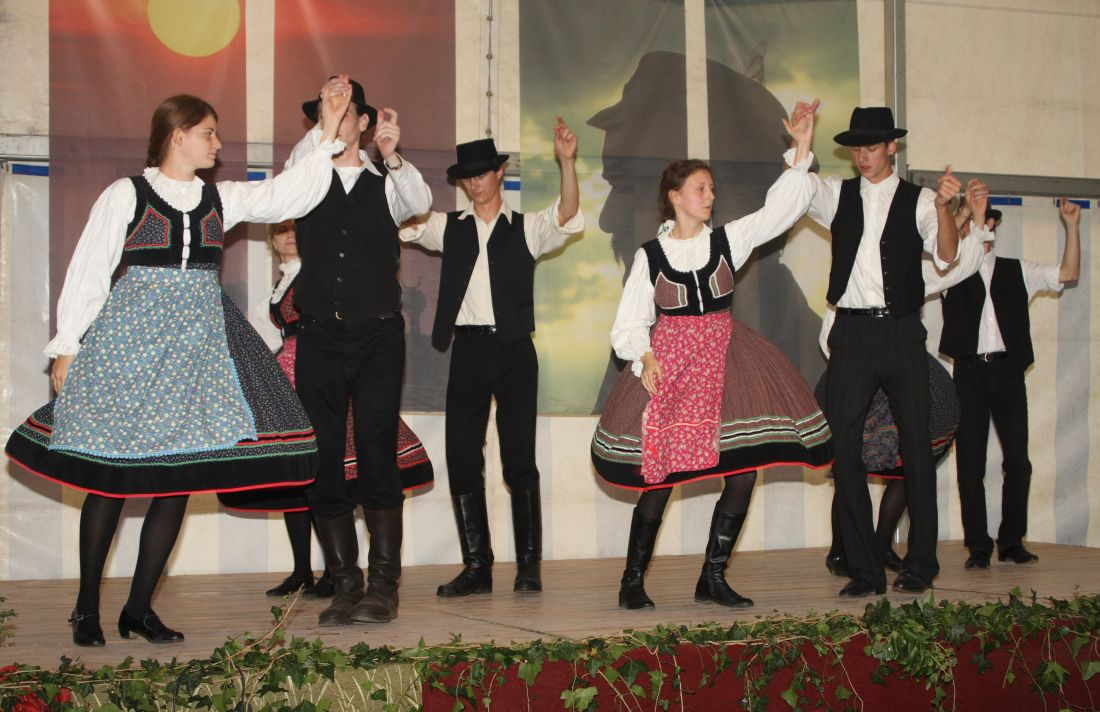
Magyarpalatkai koreográfia

A Soproni Ürmös Tánckör Kulturális Egyesület Sopron város egyetemi diákságának néptáncegyüttese. Megszakításokkal 36 éve működik, jelenleg mintegy 30 aktív tagja van. Főként erdélyi tájegységek táncait művelik, ezekből készült koreográfiákkal időnként a Soproni Egyetem, Sopron város és a környék településeinek kulturális rendezvényein lépnek fel. Félévente néptánctábort szerveznek Rábcakapiban. Jelenlegi művészeti vezetője Varga János „Boxos”.

## Története
Megalakulásának előzményei 1980-ra nyúlnak vissza, amikor soproni egyetemistákból megalakult az Irmes zenekar. Tagjai Irmes István, Molnár Miklós (Pirók), és Mátrai Árpád voltak. A zenekar még abban az évben fellépett a Keszthelyi Helikonon, az egyetemek és főiskolák kulturális találkozóján. Néhány ungarescás táncossal - Varga János (Boxos), Merczel István (Vigyori), Tímár József, és Csukás Béla - csatlakozott hozzájuk. így négy táncos pár is utazott Keszthelyre, ahol nagybáródi táncokat mutattak be. Ez volt az első megjelenése a tánckör elődjének, amely ekkor még nem nevezhető együttesnek, csupán alkalmi összeállás volt.

### Kezdetek
Az Ürmös név választása már az 1983-as Ki-mit-tud?-hoz kötődik. Ekkor Boxos, Vigyori, illetve Palenik József már ezen, a néven indult a vetélkedőn: széki és szatmári koreográfiával léptek fel. Eljutottak a televíziós szereplésig, majd a második fordulóban kiestek, a Martenica nemzetiségi táncegyüttes előzte meg őket. A szereplés meghozta az ismertséget az Ürmösnek. Az új együttes a szemben a korábbi „tematikus" stílussal (a hagyományos paraszti kultúrától távol álló, erőteljesen átalakított táncolási móddal), a tiszta folklór felé fordult. Elképzelésük egybeesett Sára Ferencével, akivel a békéscsabai szólótánc-fesztiválon találkoztak. Ő budapesti táncosként ugyanezt képviselte és többször járt Erdélyben gyűjteni, míg a Dunántúlon még mindig a „tematikus stílus" uralkodott. Műhelymunkára, együtt dolgozásra hívták őt Sopronba, és ekkor született meg a gondolat: egy új táncegyüttes alakítására.
Az Ürmös nem sokáig maradt meg kamaraegyüttesnek. Az új tagok nagyrészt az egyetem hallgatói közül kerültek ki, de voltak közöttük középiskolások is, főleg a Roth Gyula Erdészeti Szakközépiskolából. A lányok közül sokan voltak az Óvónőképző Intézet hallgatói. Az egyetemi és a városi polgárok lassan megismerték az Ürmös nevet, hiszen sok városi rendezvényt táncházakat, népzenei koncerteket hoztak tető alá az egyetemi kulturális felelős, Horváth Elvira segítségével. Neki nagy szerepe volt abban is, hogy a tánckör egyetemi támogatásokhoz jutott és a KISZ-házat (ma Egyetemi Ifjúsági Ház) használhatta. Ebben az időszakban az Ürmös kísérőzenekara a Lajtorja volt, már a '83-as Ki-Mit-Tud-on is ők szerepeltek a táncegyüttessel. A zenekar a 70-es években, a táncházmozgalom kezdetén alakult meg, és ők is az új folklór irányvonalát képviselték. Vezetője Jereb Tamás volt, tagjai Pécsváradi Péter prímás, Szőke Ernő és Varga Péter kontrások, és Szabó Árpád bőgős voltak. Később játszott a zenekarban Molnár Miklós is kontrásként. A 80-as évek vége felé rajtuk kívül még a szombathelyi Boglya együttest hívták zenélni.
Az együttes repertoárjában rábaközi, sárközi, dél-alföldi, szatmári, méhkeréki, széki, mezőségi, kalotaszegi, gyimesi és néhány román tánc volt, ezekhez sikerült autentikus, hiteles forrásokat oktatót, videókat, leírásokat szerezni. Legfontosabb a gyimesi volt, melynek megismerésébe, tanulásába mélyen beleásta magát az együttes. Ezzel élen járt a tánc magyarországi megismertetésében, hiszen akkor még kevesen foglalkoztak vele. Ekkortájt kezdett elterjedni az is, hogy nem egy tájegység általános táncát dolgozza fel egy együttes, a jellemzőbb motívumokat használva, hanem mélyebb ismeretekre szert téve egy kisebb egység, egy konkrét falu táncával foglalkozik. Az Ürmös is ezt a vonalat kezdte követni, pl. a mezőségin belül az ördöngősfüzesit táncolták főleg. Sára Ferenc is eljárt még jó darabig az Ürmöshöz gyimesi táncot tanítani, amiből aztán szorosabb, baráti kapcsolat is kialakult. Rajta kívül még Szabó Szilárd tanított táncot abban az időben, illetve Berecz András is eljött néha Sopronba éneket tanítani.
Eközben a táncházélet is fellendült Sopronban, ezeket többnyire havonta tartották. Ezen kívül Hagyományőrző Bálokat kezdtek szervezni. Volt vajdaszentiványi, gyimesi, széki, kalotaszegi bál, meghívott zenészekkel, táncosokkal. 1984 szilveszteri báljára eljött Halmágyi Mihály és felesége, Gizi néni, és igazi gyimesi hangulatot varázsoltak. '86-ban a csángó napokra pedig közel negyven ember jött el Gyimesből. A kalotaszegi bálon Berki Ferenc, „Árus" muzsikált.
Az együttesnek a megalakulás után hamarosan lehetősége nyílt a bemutatkozásra: 1984 májusában részt vett a körmendi Lajtha László Koreográfusversenyen és „májusfa-kitáncoláson", amely térségi, három megyés néptáncfesztivált jelentett. A fellépő hat pár szatmári, somogyi, széki, gyimesi táncokat és pacalkai román haidaut mutatott be.
Az előadás a tánc megközelítésében bekövetkezett szemléletváltásnak első igazán fontos eseménye volt. A táncok újszerű színpadra vitele volt az, ami kiemelte az Ürmöst a többi együttes közül. A néptánccal komolyan foglalkozók figyelni kezdtek az Ürmösre. Pesovár Ernőnek, az Ungaresca akkori koreográfusának elismerését is kivívták, aki pedig maga is a régi, konzervatívabb vonalat képviselte. A minősítő műsoron az Ürmös arany fokozatot kapott. Az első önálló fellépésre 1985-ben került sor a soproni Petőfi Színházban „Nem úgy van most, mint volt régen" címmel. Ekkor már közel negyvenen táncoltak az Ürmösben. A kétfelvonásos műsor keretében bemutatták a Vigyori által színpadra rendezett „Bábjátékot" és a Boxos koreografálta „Zöld szemű rózsa" című táncdarabot.
Ebben az évben egy megyei fesztiválon is részt vettek a Lajthával és a Kisalfölddel együtt, majd 1986-ban a Helikonon léptek fel ismét. 1987-ben újabb műsort egy történelmi témájú táncjátékot mutattak be ugyanott „A Sámán rejtezése" címmel. Ezekben az években többször vettek részt minősítő műsorokon Körmenden, kisebb fesztiválokon Veszprémben, Balatonföldváron, illetve a Nyugat-Dunántúli Néptánc-antológián Csornán, az országos antológián, Budapesten.
Külföldön felléptek Bécsben, 1990-ben pedig egy hosszabb turné alkalmával eljutottak a Man-szigeti fesztiválra, ahol nemcsak Európa, hanem több földrész művészeti együttesei között képviselték Magyarországot. Itt mezőségi és székelyföldi táncot mutattak be, a velük utazó Muszka György és Ilona, pedig kalotaszegit. Erre az alkalomra készült az Ürmös régi emblémája: a piros-fehér-zöld tulipán. Ezen kívül nagyrészt városi, egyetemi rendezvényeken szerepelt az Ürmös, egy-egy balekbálon, valétabálon vagy március 15-i műsoron.

### Gyűjtőutak
A szemlélet, ahogy Boxos táncot tanított és színpadra állított, az erdélyi gyűjtőútjai során szerzett élményekből eredt. Már az Ürmös megalakulása előtt is járt Székre, Mezőségre, de Sára Ferenccel való megismerkedése után kezdtek el rendszeresen gyűjteni. Elsősorban Gyimesbe jártak, de ekkor kezdték kiépíteni a kapcsolatokat Kalotaszegen, Székelyföldön és Moldvában is. Ők már a harmadik hullám voltak Kallós Zoltánék, Sebő Ferencék után, de megtapasztalták, hogy a gyűjtőmunka még nem fejeződött be. Később két olyan gyimesi útra is sor került, amelyen már sokan részt vettek a táncegyüttesből is. Akkoriban ez még nem volt veszélytelen dolog, magánházaknál hivatalosan nem lehetett megszállni, de azért Sára Ferencre mindig akadt legalább egy szénapajta ahol alhattak. Este, lopakodva kellett a házakhoz vonulni, nehogy valaki feljelentse a szállásadókat. Meglátogatták a legjobb zenészeket, Zerkula Jánost, Halmágyi Mihályt, Antal Zoltánt, hallották őket zenélni és táncolhattak az ottaniakkal.

### A 90-es évek
1990-ben Boxos a Rába, '92-ben pedig a Zala Táncegyüttes vezetője is lett, így kevesebb ideje maradt az Ürmösben tanítani. Ezért 1994-ben át is adta vezetést Vas Oszkárnak, aki fél évig maradt az együttesnél. Utána Antal Áron vitte tovább a tánckört, már az Ürmös új „nemzedékéből". Ő 1992-ben kezdett el táncolni, az Ürmösben, amikor a egyetemre került. Ekkor a létszám 20-25 fő volt, néha elérte a 30-at. Eközben Boxos még segített az együttes vezetésében, de a mindennapi munkában már nem vett részt. A táncok közül dél-alföldit, somogyit, mezőségit, nyárádmentit és főleg vajdaszentiványit tanultak. A próbák a KISZÖV-ben folytak, de már nem volt kezdő és haladó csoport, általában két táncot tanultak párhuzamosan. A 90-es évekre kevesebb fellépés volt jellemző, nem is koreográfiák tanulására törekedtek, hanem inkább egy-egy táncot úgy elsajátítani, hogy az szabadon táncolható legyen. Az egyetemi rendezvények közül évnyitókon, ritkábban balekbálon, valétabálon szerepelt a tánckör, ezen kívül városi rendezvényeken, pl. Szüreti Napokon lépett fel. Külföldön Sopron testvérvárosaiban szerepelt, Bolzanoban, Bad-Wimpfenben és Kemptenben, 1991 és 1994 között. 1992-ben Hollandiában volt egy fellépése, Kassai Lajos íjászbemutatójával egybekötve, 1994-ben pedig a szlovákiai Zlinbe jutott el, egyetemi kapcsolatok révén. A kísérőzenekar ez idő tájt többnyire a Fajkusz Attila vezette Rakonca volt Győrből, néha vegyes felállásban együtt zenéltek a Lajtorjával. Kísérte még az Ürmöst Horvát Attila zenekara a Sárga Föld Szombathelyről, később pedig, a Lajtorja megszűnésével, a Sopronban alakult Fajkusz Banda.
Ekkor is szervezett az Ürmös táncházakat meghívott adatközlőkkel, voltak vendégek a szászcsávási és palatkai zenészek, vajdaszentiványi táncosok és Horvát Elek prímás. Gyakran rendeztek ekkor moldvai táncházakat, néha balekbálok, valétabálok alkalmával is, amelyeknek mindig nagy volt a látogatottsága. 1994-ben a Zala Táncegyüttessel közösen egy hosszabb erdélyi kiránduláson vett részt a tánckör, ezen kívül többen jártak tánctáborokba Erdélybe: Kalotaszentkirályra, Válaszútra, Magyarlapádra vagy Gyimesbe.

### Az új évezredben
2002-ben szinte a teljes egyetemista tagság - végzős erdőmérnökök és óvónők - egyszerre hagyta el a várost. A lányok közül néhányan a közelben maradtak, a fiúk közül viszont csak Raisz Árpád maradt Sopronban, így Pósán Ferenc, az egyesület korábbi elnöke, tisztét átadta neki. Főként rá maradt a feladat, hogy a tánccsoportot felélessze. Ősszel újra elkezdődhettek a próbák; a tánctanár Sipos Ferenc lett, a Pendelyes Néptáncegyüttes vezetője, aki ezután három évig tanított: szatmárit, rábaközit és mezőségit. Két év múlva bekapcsolódott Antal Áron és ezután ő lett az együttes művészeti vezetője. 2012-től Viszló Bálint Belágyi Hannával vette át az együttes vezetését, majd 2015-től Viszló Bálint Bőhm Kittivel tanít. A tanév elején szervezett tagtoborzásokkal 40-60 főre is felduzzad a létszám, azonban a lemorzsolódásokkal 20-30 fős taglétszám tekinthető tartósnak.
2012 előtti öt évben Boxos és Antal Áron több táncot tanított, melyekből soproni és környékbeli fellépések is összeálltak. A fontosabbak a rábaközi, szatmári és dámóci (Bodrogköz) táncok voltak, valamint Erdély (Magyarpalatka, Vajdaszentivány, Kalotaszeg, Nyárádselye és Szászcsávás) magyar táncai, melyek közül a palatkai folyamatosan színen volt. Az elmúlt három évben szintén Erdély (Ördöngősfüzes, Szászcsávás, Nyárádselye) táncai képezték a próbákon elsajátított táncok nagy részét. Az idei évtől Györgyfalva táncaival foglalkoznak, valamint folyamatosan előkerül a megtanult táncok ismétlése. Soproni és környékbeli fellépésekre az elmúlt három évben és jelenleg is rendszeresen sor kerül.
2006- ban indult Folk Szabadegyetem sorozatukban a népművészeteket mutatják be hiteles művelőik segítségével. A néprajz kutatóit is meghívják egy- egy előadást tartani. Többek között Kallós Zoltán, Berecz András, Sebestyén Márta, Barsi Ernő, Agócs Gergely, Andrásfalvy Bertalan és Pál István, az utolsó dudás volt előadója a Folk Szabadegyetemnek. 2013-ban Hideg Anna néni is ellátogatott hozzánk Ördöngősfüzesről.
Ma már hagyományosnak tekinthetők a hansági Rábcakapiban szervezett tánctáborok, ahol a tagság zöme részt vesz és több zenekar közreműködésével táncházakat is tartanak. Egy ideig hagyományos volt a téli közös disznóölés Szomódon, az elmúlt években Rábcakapiban került rá sor.

## Külső hivatkozások
- Az Ürmös tánckör honlapja